# 咖啡叶茶

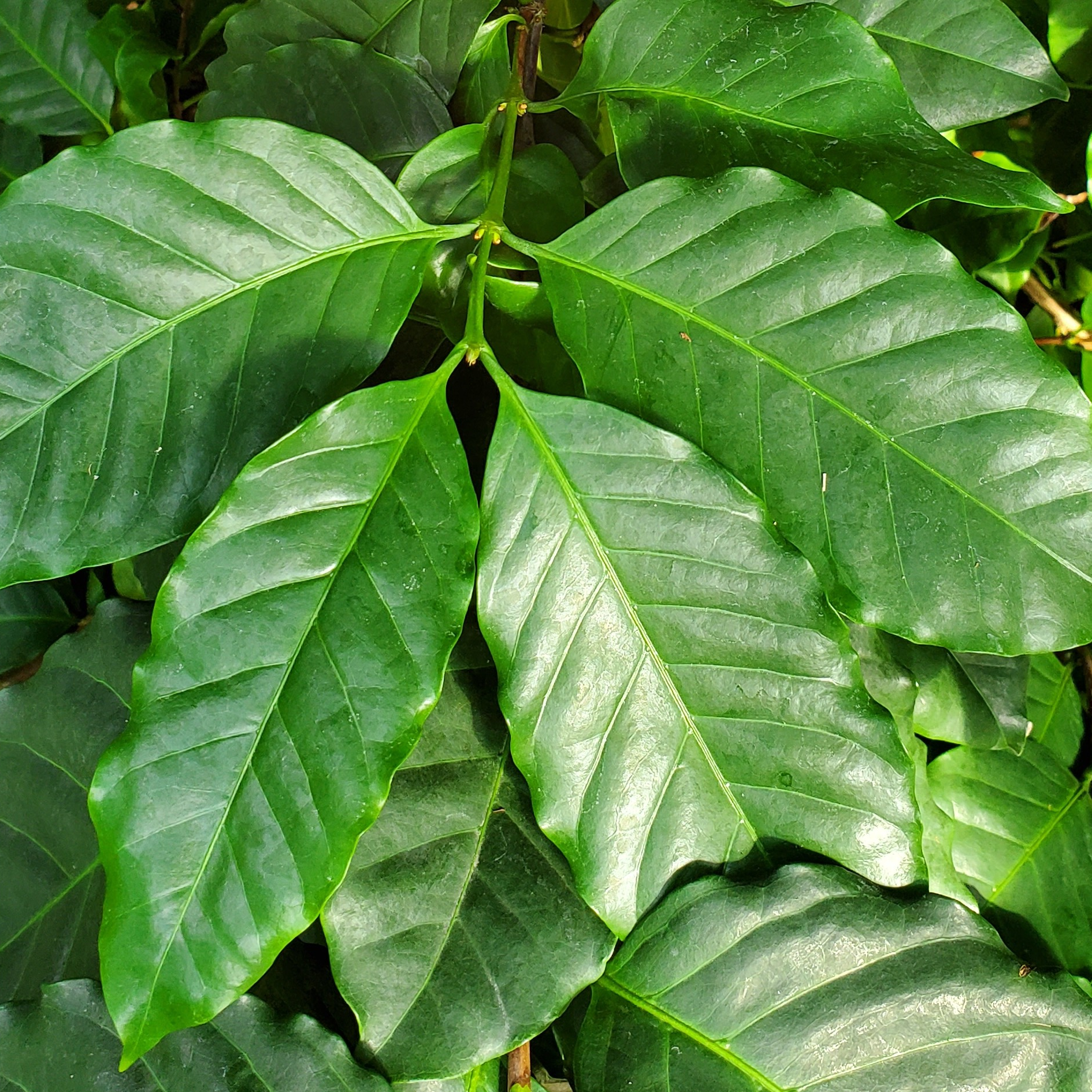
咖啡叶

咖啡叶茶是一种由咖啡树（中果咖啡或小果咖啡）的叶子制成的草本茶。咖啡叶可以经过烘烤后磨碎或揉皱，然后以类似茶的形式冲泡或浸泡在热水中；或者也可以作为生叶子冲泡。咖啡叶茶的口感与绿茶相似，但咖啡因含量低于普通茶或咖啡。
咖啡叶茶在埃塞俄比亚的南方州西南部的部落民间十分流行，包括凯法地区、谢卡地区与本奇馬吉地区，其制作通常会加入胡椒等香料。
在印度尼西亚的西苏门答腊省，咖啡叶茶被称为 Kahwa daun，由中果咖啡树的叶子经由烘干制成。